# ФК Шумадија Аранђеловац
ФК Шумадија је српски фудбалски клуб из Аранђеловца. Tренутно се такмичи у Подунавско-шумадијској зони, четвртом такмичарском нивоу српског фудбала.Клуб је основан 1929. године.

## Историјат
Фудбалски клуб Шумадија је основан 1929. године. Најбољи пласман остварен је у периоду од 1971. до 1980. године када се Шумадија такмичила у Другој лиги СФР Југославије, група Исток. Најбољи пласман су остварили у сезони 1972/73. када су заузели 3. место са 45 бода, четири мање од првопласираног Борца из Чачка и два мање од другопласиране Приштине.
Два пута су се пласирали у Куп Југославије. Прво су 1973. године у шеснаестини финала победили Хајдук у Кули са 5:0, али су у осмини финала у Аранђеловцу са 1:0 изгубили од Радничког из Ниша. Најбољи пласман остварили су у сезони 1975/76. када су стигли до четвртфинала. У шеснаестини финала победили су на домаћем терену Бор. У регуларном делу је било 1:1, да би на пеналима било 5:4 за Шумадију. У осмини финала су победили Ловћен са 5:2 и пласирали се у четвртфинале где их је чекао Хајдук Сплит. После велике борбе и продужетака у Сплиту је славио Хајдук са 1:0.
Од тада се више нису такмичили у Другој лиги, а у XXI веку су се такмичили у трећем и четвртом рангу такмичења Србије.

## Новији резултати
| Сезона   | Ранг | Лига              | Позиција | ИГ | Д  | Н  | П  | ГД | ГП | ГР  | Бод | Куп                  |
| -------- | ---- | ----------------- | -------- | -- | -- | -- | -- | -- | -- | --- | --- | -------------------- |
| 2010/11. | 3    | Српска лига Запад | 9.       | 30 | 11 | 6  | 13 | 37 | 45 | -8  | 39  | Није се квалификовао |
| 2011/12. | 3    | Српска лига Запад | 12.      | 30 | 11 | 4  | 15 | 31 | 39 | -8  | 37  | Није се квалификовао |
| 2012/13. | 3    | Српска лига Запад | 5.       | 30 | 10 | 9  | 11 | 30 | 29 | +1  | 39  | Није се квалификовао |
| 2013/14. | 3    | Српска лига Запад | 12.      | 30 | 8  | 9  | 13 | 30 | 37 | -7  | 33  | Није се квалификовао |
| 2014/15. | 3    | Српска лига Запад | 9.       | 30 | 9  | 12 | 9  | 37 | 35 | +2  | 39  | Није се квалификовао |
| 2015/16. | 3    | Српска лига Запад | 14.      | 30 | 9  | 7  | 14 | 29 | 35 | -6  | 34  | Није се квалификовао |
| 2016/17. | 4    | Зона Дунав        | 3.1      | 28 | 16 | 4  | 8  | 52 | 25 | +27 | 52  | Није се квалификовао |
| 2017/18. | 3    | Српска лига Запад | 5.       | 34 | 18 | 6  | 10 | 57 | 29 | +28 | 60  | Није се квалификовао |
| 2018/19. | 3    | Српска лига Запад | 7.       | 30 | 11 | 10 | 9  | 33 | 23 | +10 | 43  | Није се квалификовао |
| 2019/20. | 3    | Српска лига Запад | 17.      | 19 | 4  | 4  | 11 | 17 | 35 | -18 | 16  | Није се квалификовао |
| 2020/21. | 3    | Српска лига Запад | 17.      | 34 | 4  | 4  | 26 | 26 | 85 | -59 | 16  | Није се квалификовао |

- 1  Због доказаног учешћа у намештању утакмице 24. кола Српске лиге Запад одиграног 29. априла у сезони 2016/17., клубови Смедерево 1924 и Михајловац су избачени из лиге у Подунавску окружну лигу, два лигашка нивоа ниже.[6] Њихова места су попунили другопласирана екипа Зоне Дрина Јединство Уб и трећепласирана екипа зоне Дунав Шумадија из Аранђеловца.[7] Након жалбе одлучено је да се Смедерево и следеће сезоне такмичи у Српској лиги, док је одлука да Михајловац буде избачен у Подунавску окружну лигу остала на снази.[8]